# Mixco
Mixco là một đô thị trong bộ Guatemala của Guatemala.
Nằm bên cạnh đô thị thành phố chính của Guatemala, qua thời gian nó đã trở thành một phần của vùng đô thị thành phố Guatemala. Phần lớn Mixco là tách ra từ thành phố bởi các hẻm núi, mà nhiều cầu đã được bắc qua. Ciudad San Cristóbal, một trong những thành phố lớn nhất của Guatemala, nằm ở khu tự quản này. Đây là thành phố lớn thứ ba ở Guatemala, sau Thành phố Guatemala và Villa Nueva, với dân số 688.124 người. 
Deportivo Mixco là câu lạc bộ bóng đá chơi tại bộ phận thứ hai của Guatemala. Họ đã chơi trò chơi nhà của họ tại các địa điểm khác nhau, kể từ khi họ có kế hoạch xây dựng sân Estadio de La Tierra de Campeones
.